# Hybride Intelligenz
Hybride Intelligenz ist eine Bezeichnung für allgemeine künstliche Intelligenz durch Kombination von menschlicher Intelligenz und Intelligenz von Maschinen. Grundlage ist der Versuch, die Stärken der komplementären heterogenen Intelligenzen miteinander zu verbinden. Hybride Intelligenz ist definiert als die Fähigkeit, komplexe Ziele durch Zusammenspiel von menschlicher und künstlicher Intelligenz zu erreichen, um zusammen bessere Ergebnisse zu erzielen und voneinander zu lernen. Die Forschung über hybride Intelligenz ist ein interdisziplinäres Feld, das Informatik, Informationssystemforschung, Neurowissenschaft, Kognitive Psychologie und Wirtschaftsingenieurwesen beinhaltet. 

## Aspekte der Hybriden Intelligenz

### Definition
Das Konzept der Hybriden Intelligenz kann definiert werden als 
„die Fähigkeit, komplexe Ziele durch die Kombination von menschlicher und künstlicher Intelligenz zu erreichen und dabei bessere Ergebnisse zu erzielen, als sie beide einzeln hätten erreichen können, und sich durch Lernen voneinander kontinuierlich zu verbessern.“ (Dellermann et al. 2019)

### Intelligenz
In den verschiedenen Wissenschaften Psychologie, kognitive Wissenschaft, Neurowissenschaft, menschlichem Verhalten, Bildung oder Informatik gibt es unterschiedliche Definitionen und Maße für Intelligenz (z. B. sozial, logisch, räumlich, musisch usw.). Für hybride Intelligenz wird eine inklusive, übergeordnete Definition verwendet, die Intelligenz allgemein als Fähigkeit zum Erreichen komplexer Ziele, Lernen, Schlussfolgern und Interagieren mit der Umwelt definiert.

### Menschliche Intelligenz
Die Unterkategorie der menschlichen Intelligenz, die den Menschen zugeschrieben wird, wird durch die Fähigkeit zu lernen, Schlussfolgerungen zu ziehen und auf ihrem Wissen basierend, mit der Umwelt zu interagieren definiert. Sie erlaubt Menschen, sich an veränderte Umweltbedingungen anzupassen und ihre Ziele zu erreichen. Die Definition menschlicher Intelligenz nach Wechsler beschreibt Intelligenz als zusammengesetzte oder umfassende Fähigkeit eines Individuums, zielgerichtet zu handeln, vernünftig zu denken und mit seiner Umwelt zu interagieren.

### Kollektive Intelligenz
Kollektive Intelligenz wird ebenfalls den Menschen zugeschrieben. Kollektive Intelligenz verweist auf „Gruppen von Individuen, die auf eine Art kollektiv zusammenarbeiten, die intelligent wirkt“. Obwohl der Begriff „Individuen“ Interpretationsspielraum lässt, verwenden Wissenschaftler in diesem Bereich das Konzept der Weisheit der Masse und somit eine kombinierte Intelligenz der einzelnen Individuen. Das Konzept beschreibt, dass eine durchschnittliche Gruppe von Menschen bessere Ergebnisse erzielt, als eine einzelne Person aus dieser Gruppe oder ein einzelner Experte, da Fehler reduziert und Wissen zusammengeführt wird.

### Künstliche Intelligenz
Die Unterkategorie der künstlichen Intelligenz wird Maschinen zugeschrieben. Mit dem Begriff werden Systeme bezeichnet, die „Aktivitäten, die wir mit menschlichem Denken assoziieren, wie das Treffen von Entscheidungen, Problemlösen und Lernen“ ausüben. Obwohl es unterschiedliche Definitionen gibt, wird generell gefordert, dass die Maschine komplexe Ziele erreichen kann. Das beinhaltet Facetten, wie die Verarbeitung von Sprache, Wahrnehmung von Objekten, Speichern von Wissen und die Anwendung dieses Wissens, um Probleme zu lösen, sowie maschinelles Lernen, um sich an neue Umgebungen anzupassen und in dieser Umgebung zu arbeiten. Es existieren unterschiedliche Ansätze, um KI zu erreichen. Diese sind mehr oder weniger stark mit dem Verstehen und Vermehren von Intelligenz verbunden. Zum Beispiel zielt das Cognitive Computing „auf die Entwicklung eines kohärenten, einheitlichen, universellen Mechanismus, inspiriert durch die Fähigkeiten des Geistes und die Implementierung einer einheitlichen rechnerischen Theorie des Geistes.“ Deshalb wollen Wissenschaftler Maschinen entwickeln, die „lernen und denken wie Menschen.“

### Kollektiv
Hybride Intelligenz berücksichtigt nicht, dass Aufgaben kollektiv ausgeführt werden müssen. Das bedeutet, dass Aktivitäten jedes Teils abhängig voneinander ausgeführt werden, obwohl dies nicht immer nötig ist, um ein Ziel zu erreichen.

### Bessere Ergebnisse
Das bedeutet, dass ein System Ergebnisse erreicht, die keiner der beteiligten Akteure alleine bei der gleichen Aufgabe erreichen würde.

### Kontinuierliches Lernen
Ein zentraler Aspekt ist, dass sich mit der Zeit das Soziotechnische System insgesamt, aber auch die einzelnen Komponenten (z. B. Menschen und Maschinen) durch die Erfahrungen beim Lösen einer Aufgabe verbessern.